# Pulutan (Wonosari)
Pulutan is een bestuurslaag in het regentschap Gunung Kidul van de provincie Jogjakarta, Indonesië. Pulutan telt 3645 inwoners (volkstelling 2010).